# 양웨
양웨(양악, 중국어 정체자: 楊岳, 병음: yáng yuè, 1968년 7월 - )는 중화인민공화국의 정치인이다.

## 이력
후루다오 시에서 태어났다. 1986년-1991년 칭화 대학 공과대학에서 정밀제어계측공학을 전공하였다. 1990년-1991년 칭화대에서 총학생회 회장. 1996년 칭화 대학 공과대학에서 제어공학 전공으로 석,박사 통합과정을 졸업하여 공학 박사 학위를 취득하였고, 졸업 후에 칭화 대학 공과대학에서 조교수, 부교수 등을 역임하였다. 1997년-1999년 칭화 대학 공청단 서기, 1999년 이후로, 베이징시 퉁저우구 부서기, 2005년에 전국 청년 연합회 주석(기독교, 불교 등 종교, 민족 화해 방면 관할), 2011년 푸젠성 푸저우시 서기, 2016년 장쑤성 부성장, 2018년 장쑤성 통전부 부장, 2022년 장쑤성 정협 부주석이다.